# Fjodor Iwanowitsch Panfjorow
Fjodor Iwanowitsch Panfjorow (russisch Фёдор Иванович Панфёров; * 20. Septemberjul. / 2. Oktober 1896greg. in Pawlowka, Gouvernement Simbirsk, Russisches Kaiserreich; † 10. September 1960 in Moskau) war ein sowjetischer Schriftsteller.

## Leben und Werk

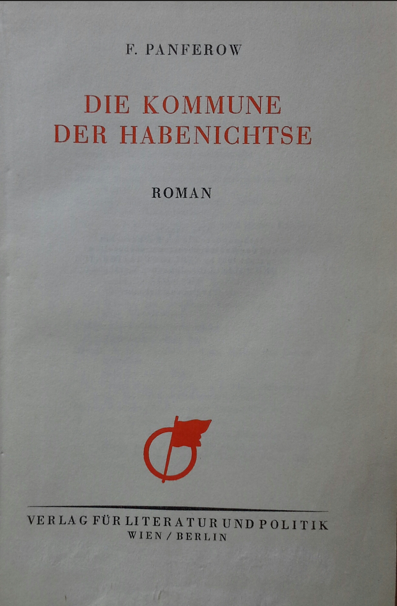
Deutschsprachige Erstausgabe der "Kommune der Habenichtse" aus dem Romanwerk Bruski.

Panfjorow war der Sohn eines russischen Bauern. Er besuchte ein Lehrerseminar und wurde nach der Oktoberrevolution Journalist und Schriftsteller. Die meisten seiner Arbeiten behandeln die aktuellen Probleme des sowjetischen Dorfs und den Kampf im Zweiten Weltkrieg. Von 1928 bis 1934 erschien sein umfangreiches Romanwerk Bruski, in dem er die Entwicklung des sowjetischen Dorfs vom Ende des Russischer Bürgerkriegs bis zur Vollendung der Kollektivierung schildert. Dabei verfiel er stellenweise in eine oberflächlich-plakative Darstellungsweise und in der Sprache in naturalistische Einbrüche, die Maxim Gorki zum Anlass einer prinzipiellen Diskussion über die Sprache der Literatur nahm.
Ab 1931 bis zu seinem Ableben war Panfjorow Chefredakteur der literarischen Zeitschrift Oktjabr. 1948 und 1949 erhielt er jeweils einen Stalinpreis für Literatur.
In Nazi-Deutschland gehörten seine Werke zu den 1933 verbrannten Büchern.

## Werke (unvollständig)
- Дети Земли (Kinder der Erde; Drama, 1922)
- Pachom (1923; Drama)
- Мужики (Bauern; Drama, 1924)
- Bunt semli (Aufruhr der Erde; Drama, 1926)
- Von den dörflichen Feldern (Skizzen, 1926)
- Früh vor Tagesanbruch (Skizzen, 1927)
- Жизнь (Das Leben; Schauspiel, 1939)
- W poiskach radosti (Auf der Suche nach Freude; Filmszenarium, 1940)
- Борьба за мир (Der Kampf um den Frieden; Romantrilogie über den Großen Vaterländischen Krieg; 1947)
- Своими глазами (Mit eigenen Augen; Erzählung, 1941)
- Удар (Der Schlag; Roman, 1953)
- Rasdumie (Nachdenken; Roman, 1958)
- Wo imja moldodowo (Im Namen des Jungen; Roman, 1960)